# Transdiferenciação
Transdiferenciação é o nome usado quando uma célula já diferenciada sofre uma transgressão dessa diferenciação e torna-se um outro tipo de célula, como o exemplo de um experimento feito em que células do fígado foram induzidas a transdiferenciarem-se para células pancreáticas secretoras de insulina (células β). A transdiferenciação celular tem despertado um grande interesse pela possibilidade de sua utilização para fins terapêuticos, como sua utilização no tratamento de doenças degenerativas do sistema nervoso e do coração, além de outras como o diabetes. Assumindo que todas as células possuem a mesma informação genética, uma célula já diferenciada presumivelmente pode transdiferenciar-se para qualquer outro tipo de célula do organismo. Um facto interessante é que uma vez que a célula tenha sofrido uma transdiferenciação ela permanece transdiferenciada mesmo quando os seus fatores indutores são retirados, abrindo assim possibilidades para tratamentos terapêuticos em uma única dose. No entanto, a maioria dos mecanismos moleculares ainda não foi desvendada. 
É o processo pelo qual a água viva, turritopsis nutricula, passa para voltar ao seu estado de pólipo juvenil o que a torna biologicamente imortal.